# 雪梨皇家復活節展覽會

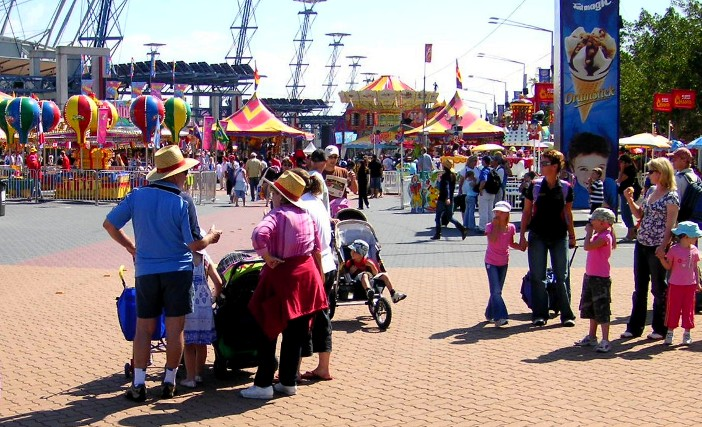

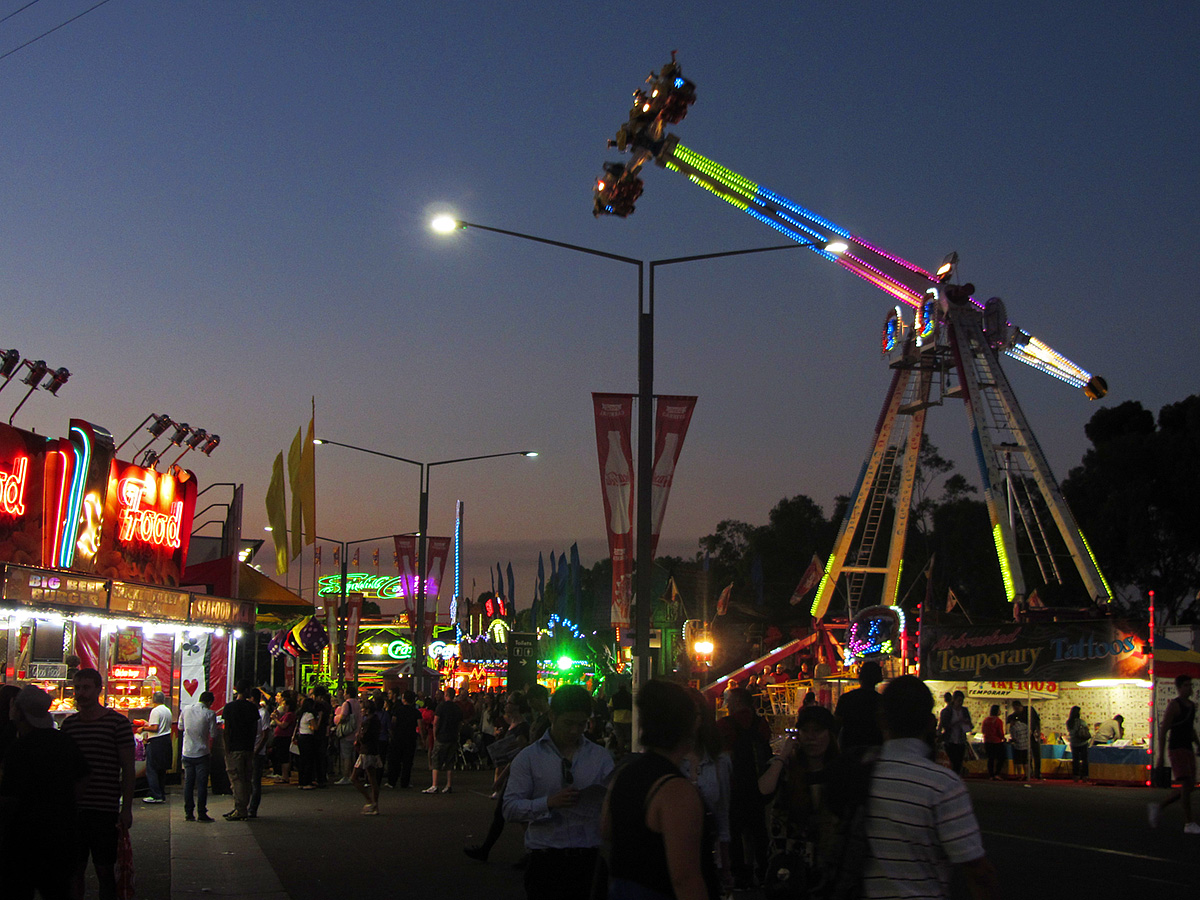

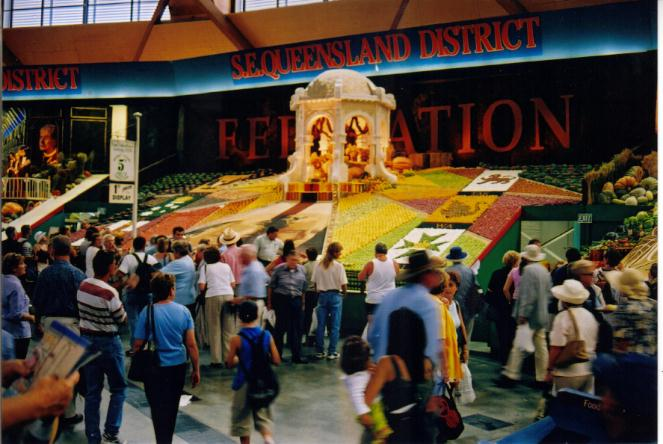

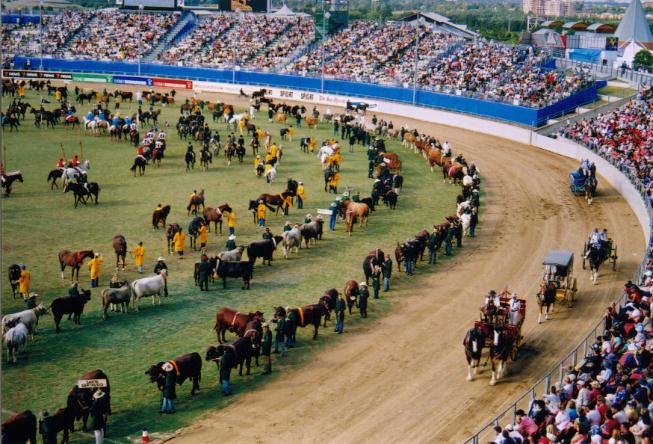

皇家復活節展覽會  是澳洲悉尼市每年一度的一個農業展覽會。展覽會在復活節期間舉行，為期2週。這個展覽會自1823年起, 由皇家新南威爾士農業協會主辦。

## 歷史
自1823年起, 皇家復活節展覽會在耶穌受難節7天前開幕, 為期2週。最初5年, 場地設在雪梨市以西匹拉馬打市。1869至1881年，場地搬往亞爾拔親王公園梨體育場。往後116年, 場地設在摩爾公園內的雪梨展覽場，1998年，遷往雪梨奧林匹克公園的雪梨展覽場。

## 概覽
皇家復活節展覽會每年吸引100萬人次進場。它包括有農業展覽与買賣和遊樂園設施, 有家畜和農場產品的評審比賽， 也有手工藝製品、攝影和廚藝的展示。場內有店鋪、餐廳提供給遊人，有貓和狗的表演，亦有舞臺劇表演。

## 展覽地點
1998年以前, 展覽地點設在摩亞公園內的雪梨展覽場。自1998年起, 地點改至 Homebush Bay 的悉尼奧林匹克公園。

## 門票價格
2007年 成人門票: 50.00澳元, 小童: 45.50澳元 
展覽會百寶袋 20.00澳元 至 $250.00澳元 一個。

## 註腳
1. ↑  皇家復活節展覽會官方網站  的存檔，存档日期2007-02-27. - 關於
2. ↑  關於皇家農業互助會 的存檔，存档日期2007-02-27. - 雪梨皇家復活節展覽會, 2008年8月5日 索取 (英文)
3. ↑  皇家復活節展覽會官方網站 的存檔，存档日期2007-03-07. - 概覽
4. ↑  皇家復活節展覽會官方網站 的存檔，存档日期2007-03-18. - 門票價格

## 外部連結
- 皇家復活節展覽會官方網站 （页面存档备份，存于）